# Чемпионат России по хоккею с шайбой 2000/2001 (составы)
Составы команд чемпионата России по хоккею с шайбой 2000/01.
Указано гражданство хоккеистов, не являвшихся гражданами России, Беларуси, Казахстана, Украины (согласно eliteprospects.com).

### 1. «Металлург» Магнитогорск
Вратари:  Паоло Делла Белла, Игорь Карпенко, Вадим Кириллов, Сергей Земченок.
Защитники: Сергей Воронов, Вадим Гловацкий, Олег Давыдов, Игорь Земляной, Сергей Климентьев, Олег Леонтьев, Валерий Никулин, Андрей Соколов, Александр Сычёв, Алексей Трощинский.
Нападающие: Матвей Белоусов, Евгений Гладских, Александр Гольц, Денис Гусманов, Равиль Гусманов, Алексей Зоткин, Алексей Калюжный, Александр Корешков, Евгений Корешков, Андрей Кудинов, Юрий Кузнецов, Дмитрий Максимов, Эльдар Нажмутдинов, Сергей Осипов, Андрей Петраков, Сергей Пискунов, Андрей Разин, Сергей Шиханов.
Главный тренер: Валерий Белоусов.

### 2. «Авангард»
Вратари: Александр Вьюхин, Михаил Емельянов.
Защитники: Руслан Батыршин, Александр Журик, Сергей Кагайкин, Кирилл Кольцов, Александр Короболин, Игорь Никитин, Юрий Панов, Дмитрий Рябыкин, Денис Цыгуров, Олег Шаргородский.
Нападающие: Алексей Бадюков, Андрей Васильев, Илья Горбушин, Александр Ермаков, Дмитрий Затонский, Максим Краев, Александр Пережогин, Александр Попов, Дмитрий Попов, Александр Прокопьев, Рамиль Сайфуллин, Андрей Самохвалов, Александр Свитов, Андрей Субботин, Максим Сушинский, Станислав Чистов, Егор Шастин, Вадим Шахрайчук, Равиль Якубов.
Главный тренер: Геннадий Цыгуров.

### 3. «Северсталь»
Вратари: Максим Соколов, Виктор Чистов.
Защитники: Михаил Быков, Андрей Глебов, Андрей Козырев, Владимир Копать, Владислав Корнеев, Алексей Кривченков, Альберт Логинов, Константин Маслюков, Артур Октябрев, Дмитрий Пархоменко, Евгений Петрочинин, Андрей Сапожников, Владимир Тарасов, Николай Цулыгин, Андрей Шефер.
Нападающие: Николай Бабенко, Сергей Бердников, Олег Болтунов, Игорь Варицкий, Владимир Воробьев, Дмитрий Денисов, Вадим Епанчинцев, Алексей Кознев, Владимир Кочин, Владислав Лучкин, Алексей Медведев, Раиль Муфтиев, Игорь Никулин, Дмитрий Попов, Андрей Пчеляков, Андрей Расолько, Сергей Шитковский.
Главный тренер: Сергей Михалёв.
Покинули команду.

## 4. «Локомотив»
- Вр Егор Подомацкий
- Вр Борис Тортунов
- Зщ Алексей Амелин
- Зщ Михаил Баландин
- Зщ Александр Баркунов
- Зщ Илья Горохов
- Зщ Андрей Евстафьев
- Зщ Сергей Еркович
- Зщ Андрей Есипов
- Зщ Сергей Жуков
- Зщ Дмитрий Красоткин
- Зщ Артём Марьямс
- Зщ Андрей Соболев
- Нп Сергей Акимов
- Нп Владимир Антипов
- Нп Александр Ардашев
- Нп Антон Бут
- Нп Павел Воробьев
- Нп Алексей Горшков
- Нп Сергей Зиновьев
- Нп Роман Ильин
- Нп Сергей Королёв
- Нп Владимир Кречин
- Нп Артём Крюков
- Нп Виталий Литвиненко
- Нп Иван Непряев
- Нп  Александр Ниживий
- Нп  Григорий Пантелеев
- Нп Максим Потапов
- Нп Константин Руденко
- Нп Владимир Самылин
- Нп Александр Скугарев
- Нп Александр Суглобов
- Нп Александр Татаринов
- Нп Ринат Хасанов
- Нп Александр Чагодаев
- Главный тренер: Владимир Крючков

## «Ак Барс»
- Вр Андрей Ан. Царев
- Вр Дмитрий Ячанов
- Зщ Артём Анисимов
- Зщ Дмитрий Балмин
- Зщ Дмитрий Быков
- Зщ Евгений Варламов
- Зщ Олег Вевчеренко
- Зщ Юрий Гунько
- Зщ Александр Ждан
- Зщ Андрей Заболотнев
- Зщ Александр Завьялов
- Зщ Виталий Прошкин
- Зщ Ремир Хайдаров
- Нп Алмаз Гарифуллин
- Нп Ильнур Гизатуллин
- Нп Андрей Гусов
- Нп Павел Дацюк
- Нп Юрий Добрышкин
- Нп Руслан Зайнуллин
- Нп Сергей Золотов
- Нп Дмитрий Квартальнов
- Нп Алексей Колкунов
- Нп Константин Кольцов
- Нп Александр Королюк
- Нп Эдуард Кудерметов
- Нп Андрей Никитенко
- Нп Максим Овчинников
- Нп Михаил Сарматин
- Нп Игорь Степанов
- Нп Алексей Тертышный
- Нп Дмитрий Уппер
- Нп Алексей Чупин
- Главный тренер: Владимир Крикунов

## «Нефтехимик»
- Вр Ильдар Мухометов
- Вр Дмитрий Хомутов
- Зщ Александр Гуськов
- Зщ  Кристофер Ковени
- Зщ Евгений Кузьмин
- Зщ Леонид Лабзов
- Зщ Виталий Люткевич
- Зщ Владислав Макаров
- Зщ Артём Остроушко
- Зщ Дмитрий Стулов
- Зщ Александр Титов
- Зщ Александр Л. Юдин
- Зщ Рафаэль Якубов
- Нп Евгений Ахметов
- Нп Роман Баранов
- Нп Николай Бардин
- Нп Дмитрий Безруков
- Нп Алексей Вахрушев
- Нп Сергей Горбачёв
- Нп Владимир Грачёв
- Нп Павел Дума
- Нп Айрат Кадейкин
- Нп Ринат Касьянов
- Нп Константин Михайлов
- Нп Евгений Муратов
- Нп Андрей Николаев
- Нп Дмитрий Сергеев
- Нп Александр Смагин
- Нп Иван Ткаченко
- Нп Андрей Ал. Царев
- Главный тренер: Владимир Голубович

## «Лада»
- Вр Илья Брызгалов
- Вр Евгений Рябчиков
- Вр Леонид Фатиков
- Зщ Владимир Антипин
- Зщ Илья Бякин
- Зщ Олег Н. Волков
- Зщ Алексей Денискин
- Зщ Андрей Кручинин
- Зщ Александр Любимов
- Зщ Владимир Маленьких
- Зщ Сергей Тертышный
- Зщ Олег Хмыль
- Зщ Александр В. Юдин
- Нп Денис Афиногенов
- Нп Вячеслав Безукладников
- Нп Олег Белкин
- Нп Сергей Гомоляко
- Нп Евгений Гусаков
- Нп Игорь Григоренко
- Нп Николай Заварухин
- Нп Владимир Зоркин
- Нп Валерий Карпов
- Нп Денис Метлюк
- Нп Валентин Морозов
- Нп Дмитрий Набоков
- Нп Александр Нестеров
- Нп Евгений Павлов
- Нп Андрей Петрунин
- Нп Виталий Прохоров
- Нп Михаил Севостьянов
- Нп Сергей Севостьянов
- Нп Андрей Скабелка
- Нп Андрей Тарасенко
- Нп Михаил Якубов
- Главный тренер: Валерий Постников

## «Мечел»
- Вр Андрей Зуев
- Вр Альберт Ширгазиев
- Зщ Владимир Алексушин
- Зщ Марат Аскаров
- Зщ Павел Велижанин
- Зщ Владимир Гапонов
- Зщ Василий Дубровин
- Зщ Андрей Лопатин
- Зщ Алексей Мягких
- Зщ Михаил Парамонов
- Зщ Иван Савин
- Зщ Константин Сидулов
- Зщ Максим Смельницкий
- Зщ Игорь Хацей
- Зщ Алексей Чикалин
- Нп Валерий Андреев
- Нп Андрей Баландин
- Нп Матвей Белоусов
- Нп Максим Бец
- Нп Евгений Бобыкин
- Нп Евгений Галкин
- Нп Дмитрий Демидов
- Нп Данис Зарипов
- Нп Андрей Ковшевный
- Нп Владимир Кречин
- Нп Евгений Любимов
- Нп Кирилл Макаров
- Нп Константин Перегудов
- Нп Алексей Петров
- Нп Сергей Соломатов
- Нп Константин Татаринцев
- Нп Евгений Хацей
- Главный тренер: Николай Макаров

## 9. «Амур»
- Вр  Стив Плуфф
- Вр Олег Филимонов
- Зщ Артём Анисимов
- Зщ Сергей Бутко
- Зщ Олег Вевчеренко
- Зщ Олег Горбенко
- Зщ Александр Гришин
- Зщ Владимир Гусев
- Зщ Евгений Кузьмин
- Зщ Михаил Переяслов
- Зщ Алексей Плотников
- Зщ Владимир Тюриков
- Зщ Дмитрий Шулаков
- Зщ Сергей Ясаков
- Нп Алексей Акифьев
- Нп Игорь Андрющенко
- Нп Руслан Берников
- Нп Алексей Буйлов
- Нп Андрей Гусов
- Нп Пётр Девяткин
- Нп Алексей Лазаренко
- Нп Дмитрий Левинский
- Нп Алексей Ложкин
- Нп Дмитрий Максимов
- Нп Денис Мартынюк
- Нп Константин Митрошкин
- Нп Олег Науменко
- Нп Игорь Николаев
- Нп Вадим Покотило
- Нп Владимир Самылин
- Нп Дмитрий Тарасов
- Нп Виталий Томилин
- Нп Анатолий Устюгов
- Нп Дмитрий Учайкин
- Нп Александр Филиппов
- Нп Юрий Фимин
- Нп  Росс Харрис
- Нп Дмитрий Шандуров
- Нп Алексей Юдников
- Главный тренер: Сергей Борисов (до 9 сентября), Александр Блинов (и. о.), Владимир Мариничев

## 10. «Металлург» Новокузнецк
- Вр Вадим Тарасов
- Вр Сергей Шабанов
- Зщ  Александр Агневщиков
- Зщ Артём Аргоков
- Зщ Владимир Бурков
- Зщ Сергей Еркович
- Зщ Юрий Зуев
- Зщ Алексей Коледаев
- Зщ Роман Кухтинов
- Зщ Евгений Лемешевский
- Зщ Евгений Пупков
- Зщ Раиль Розаков
- Зщ Максим Соловьев
- Зщ  Вентс Фелдманис
- Нп Алексей Алексеев
- Нп Алексей Булатов
- Нп Сергей Вереникин
- Нп Павел Десятков
- Нп Игорь Дякив
- Нп Сергей Жеребцов
- Нп Игорь Зеленчев
- Нп Владислав Клочков
- Нп Владимир Кормачев
- Нп Алексей Кровопусков
- Нп Евгений Курилин
- Нп Николай Курочкин
- Нп Евгений Лапин
- Нп Сергей Москалев
- Нп Станислав Пиневский
- Нп Владимир Поздняков
- Нп Андрей Смирнов
- Нп Сергей Стародубцев
- Нп Денис Тюрин
- Нп Артём Чернов
- Нп Сергей Шаламай
- Главный тренер: Андрей Сидоренко

## 11. «Салават Юлаев»
- Вр Андрей Василевский
- Вр Алексей Шарнин
- Зщ Владимир Алексеев
- Зщ Артём Зубарев
- Зщ Олег Коваленко
- Зщ Павел Комаров
- Зщ Сергей Комаров
- Зщ Владислав Озолин
- Зщ Михаил Потапов
- Зщ Александр Селуянов
- Зщ Сергей Федотов
- Зщ Николай Цулыгин
- Зщ Андрей Яханов
- Нп Александр Агеев
- Нп Сергей Акимов
- Нп Руслан Ахмадуллин
- Нп Константин Баранов
- Нп Игорь Волков
- Нп Рустем Габдуллин
- Нп Алик Гареев
- Нп Олег Еремеев
- Нп Евгений Захаров
- Нп Сергей Зиновьев
- Нп Юрий Злов
- Нп Дмитрий Макаров
- Нп Раиль Муфтиев
- Нп Руслан Нуртдинов
- Нп Асхат Рахматуллин
- Нп Александр Семак
- Нп Андрей Сидякин
- Нп Александр Суглобов
- Нп Денис Хлыстов
- Нп Дмитрий Холепа
- Нп Азат Шарипов
- Нп Максим Шарифьянов
- Нп Наиль Шаяхметов
- Главный тренер: Сергей Николаев

## 12. «Торпедо»
- Вр Сергей Фадеев
- Вр Михаил Шукаев
- Зщ Николай Воеводин
- Зщ Олег В. Волков
- Зщ Анвар Гатиятулин
- Зщ Сергей Заводовский
- Зщ Сергей Клишин
- Зщ Андрей Куликов
- Зщ Олег Наместников
- Зщ Виталий Новопашин
- Зщ Андрей Поддякон
- Зщ Денис Тюляпкин
- Зщ Владимир Федосов
- Зщ Дмитрий Храмченко
- Зщ Андрей Шарапов
- Нп Вадим Аверкин
- Нп Дмитрий Алтарев
- Нп Андрей Анисимов
- Нп Олег Антоненко
- Нп Михаил Белобрагин
- Нп Евгений Бобарико
- Нп Алексей Воробьев
- Нп Роман Горев
- Нп Дмитрий Игошин
- Нп Сергей Киселев
- Нп Роман Малов
- Нп Игорь Меляков
- Нп Максим Овчинников
- Нп Дмитрий Панков
- Нп Максим Савосин
- Нп Игорь Сафонов
- Нп Василий Смирнов
- Нп Павел Торгаев
- Нп Дмитрий Уппер
- Нп Анатолий Филатов
- Нп Виталий Чинахов
- Нп Василий Чистоклетов
- Нп Игорь Шевцов
- Главный тренер: Юрий Фёдоров

## 13. «Динамо» Москва
- Вр Алексей Егоров
- Вр Александр Ерёменко
- Вр Олег Шевцов
- Вр Михаил Шталенков
- Зщ Евгений Грибко
- Зщ Марат Давыдов
- Зщ Михаил Доника
- Зщ Роман Золотов
- Зщ Александр Карповцев
- Зщ Дмитрий Кокорев
- Зщ Алексей Литвиненко
- Зщ Илья Никулин
- Зщ Олег Ореховский
- Зщ Олег Полковников
- Зщ Александр Хлебников
- Зщ Игорь Щадилов
- Нп Игорь Бахмутов
- Нп Дмитрий Дударев
- Нп Борис Зеленко
- Нп Михаил Иванов
- Нп Денис Карцев
- Нп Сергей Климович
- Нп Александр Кувалдин
- Нп Алексей Кудашов
- Нп Андрей Кузьмин
- Нп Владимир Поздняков
- Нп Станислав Романов
- Нп Александр Савченков
- Нп Дмитрий Семенов
- Нп Алексей Смирнов
- Нп Олег Смирнов
- Нп Александр Степанов
- Нп Дмитрий Субботин
- Нп Алексей Терещенко
- Нп Александр Харламов
- Главный тренер: Владимир Семёнов

## 14. «Молот»
- Вр Виталий Коваль
- Вр Сергей Подпузько
- Вр Константин Чащухин
- Зщ Виталий Атюшов
- Зщ Вадим Галкин
- Зщ Роман Горбунов
- Зщ Олег Гущин
- Зщ Андрей Кручинин
- Зщ Сергей Лаптев
- Зщ Владислав Отмахов
- Зщ Мурат Стержанов
- Зщ  Стив Уилсон
- Зщ Анатолий Федотов
- Зщ Дмитрий Филимонов
- Зщ Максим Цветков
- Нп Александр Волчков
- Нп Сергей Голиков
- Нп Сергей Губанов
- Нп Александр Гулявцев
- Нп Игорь Зеленчев
- Нп Григорий Ковтун
- Нп Алексей Косоуров
- Нп Александр Матвийчук
- Нп  Майкл Раттер
- Нп Дмитрий Романов
- Нп Олег Савчук
- Нп Дмитрий Саразов
- Нп Михаил Севостьянов
- Нп Илья Соларев
- Нп Михаил Солдатов
- Нп Дмитрий Спирин
- Нп Евгений Федоров
- Нп Валерий Хлебников
- Главный тренер: Николай Макаров

## 15. СКА
- Вр Сергей Белов*
- Вр Сергей Николаев
- Вр Павел Орлов*
- Вр Александр Полукеев
- Вр Андрей Черноскутов
- Зщ Михаил Быков
- Зщ Сергей Губернаторов
- Зщ Алексей Данилов
- Зщ Артём Косолап*
- Зщ Алексей Кузнецов*
- Зщ Денис Матюшин*
- Зщ Александр Медведев
- Зщ Станислав Пермяков
- Зщ Валерий Покровский
- Зщ Игорь Самойлов
- Зщ Игорь Сипченко
- Зщ Александр Соколов*
- Зщ Владимир Тарасов
- Зщ Александр Тычкин
- Зщ Фёдор Тютин
- Зщ Сергей Федотов
- Зщ Евгений Филинов
- Зщ  Боб Халкидис
- Зщ Андрей Шефер
- Зщ Сергей Якимович
- Нп Дмитрий Абалов*
- Нп Вадим Бекбулатов
- Нп Игорь Беляевский
- Нп Виктор Беляков
- Нп Константин Богдановский
- Нп Константин Буценко
- Нп Илья Дементьев*
- Нп Илья Докшин
- Нп Александр Дроздецкий
- Нп Андрей Егоров*
- Нп Олег Еремеев
- Нп Андрей Иванов
- Нп Владимир Кочин
- Нп Михаил Кравец
- Нп Юрий Красовский*
- Нп Артём Крюков
- Нп Олег Кузьмин
- Нп Михаил Кулешов
- Нп  Дмитрий Лавров*
- Нп Михаил Меркулов
- Нп Дмитрий Михайлов
- Нп Евгений Млинченко
- Нп  Петер Нюландер
- Нп Михаил Паньшин
- Нп Владимир Петров*
- Нп Евгений Полозов
- Нп Максим Попов*
- Нп Игорь Радулов
- Нп Андрей Рычагов*
- Нп Богдан Савенко
- Нп Александр Суглобов
- Нп Юрий Трубачёв
- Нп Александр Уракин
- Нп Алексей Цветков
- Нп Александр Чагодаев
- Нп Руслан Шафиков
- Нп Александр Шинкарь
- Нп Александр Янченко
- Главный тренер: Рафаил Ишматов

* Основной состав улетел в США на матчи со студенческими клубами, и 9 декабря в гостевой игре с новокузнецким «Металлургом» (0:13) вышли дублёры.

## 16. ЦСКА
- Вр Максим Михайловский
- Вр Денис Хлопотнов
- Зщ Вадим Брезгунов
- Зщ Максим Великов
- Зщ Сергей Зимаков
- Зщ Николай Игнатов
- Зщ Рустем Камалетдинов
- Зщ Илья Макаров
- Зщ Сергей Сёмин
- Зщ Павел Траханов
- Зщ Василий Турковский
- Зщ Станислав Шальнов
- Нп Александр Бойков
- Нп Павел Бойченко
- Нп Игорь Борисков
- Нп Игорь Емелеев
- Нп Альберт Лещев
- Нп Сергей Макаров
- Нп Егор Михайлов
- Нп Сергей Мозякин
- Нп Константин Молодцов
- Нп Максим Орлов
- Нп Николай Пронин
- Нп Руслан Ревякин
- Нп Владимир Репнев
- Нп Геннадий Савилов
- Нп Александр Скопцов
- Нп Дмитрий Старостенко
- Нп Владимир Терехов
- Нп Андрей Фролкин
- Нп Алексей Черников
- Главный тренер: Борис Михайлов (до 24 января), Владимир Крутов

## 17. «Витязь»
- Вр Алексей Егоров
- Вр Алексей Ивашкин
- Вр Олег Лаврецкий
- Вр Андрей Руссу
- Зщ Александр Алексеев → «Динамо-Энергия»
- Зщ Дамир Гайнутдинов
- Зщ Дмитрий Дубровский
- Зщ Андрей Дылевский
- Зщ Андрей Ершов
- Зщ Алексей Мирошников
- Зщ Алексей Морозов
- Зщ Дмитрий Плеханов
- Зщ Андрей Симашов
- Зщ Илья Сташенков
- Зщ Александр Терехов
- Зщ Сергей Тихонов
- Зщ Анатолий Федотов
- Нп Евгений Артюхин
- Нп Игорь Бахмутов
- Нп Вадим Бекбулатов
- Нп Валерий Белов
- Нп Владислав Брызгалов
- Нп Виталий Валуй
- Нп Александр Виноградов
- Нп Александр Волчков
- Нп Олег Вощеникин
- Нп Евгений Гаранин
- Нп Владимир Ильин
- Нп Роман Ильин
- Нп Виталий Карамнов
- Нп Алексей Кочегаров
- Нп Алексей Мурзин
- Нп Дмитрий Назаров
- Нп Алексей Погонин
- Нп Вячеслав Поликаркин
- Нп Виталий Прохоров
- Нп Сергей Селютин
- Нп Алексей Сергиевский
- Нп Владимир Сироткин
- Нп Сергей Шаламай
- Нп Дмитрий Шандуров
- Главный тренер: Александр Баринев

## 18. «Динамо-Энергия»
- Вр Александр Зарудный
- Вр Андрей Малков
- Вр Алексей Щебланов
- Вр Сергей Хорошун
- Зщ Александр Алексеев ← «Витязь»
- Зщ Алексей Воронов
- Зщ Сергей Галкин
- Зщ Вадим Гусев
- Зщ Алексей Денискин
- Зщ Алексей Кулагин
- Зщ Алексей Литвиненко
- Зщ Алексей Минникаев
- Зщ Роман Моргунов
- Зщ Андрей Наумов
- Зщ Алексей Первушин
- Зщ Денис Соколов
- Зщ Александр Хлебников
- Нп Алексей Багичев
- Нп Вадим Бекбулатов
- Нп Константин Голохвастов
- Нп Денис Елаков
- Нп Сергей Заделенов
- Нп Денис Кочетков
- Нп Максим Краев
- Нп Михаил Кузнецов
- Нп Сергей Кутявин
- Нп Алексей Малышев
- Нп Алексей Пермяков
- Нп Владислав Поперечный
- Нп Денис Поченков
- Нп Сергей Пуртов
- Нп Михаил Сарматин
- Нп Дмитрий Семенов
- Нп Алексей Сивчук
- Нп Алексей Симаков
- Нп Алексей Страхов
- Нп Лев Трифонов
- Нп Константин Фирсанов
- Нп Владимир Хамракулов
- Нп Роман Шамордин
- Нп Дмитрий Шульга
- Главный тренер: Владимир Семёнов, Виктор Крутов (и. о., 26 ноября — 14 декабря), Владимир Сафонов.